# Nodosinelloidea
Nodosinelloidea, tradicionalmente denominada Nodosinellacea, es una superfamilia de foraminíferos del suborden Fusulinina y del orden Fusulinida. Su rango cronoestratigráfico abarca desde el Ludloviense (Silúrico superior) hasta el Pérmico.

## Clasificación
Nodosinelloidea incluye a las siguientes familias:
- Familia Earlandinitidae
- Familia Nodosinellidae